# Michael Blackwood
Michael Blackwood, född den 29 augusti 1976, är en jamaicansk friidrottare som tävlar i kortdistanslöpning.
Blackwoods genombrott kom när han blev bronsmedaljör vid Olympiska sommarspelen 2000 i stafetten över 4 x 400 meter. Samma medalj blev det vid VM i friidrott inomhus 2001 också denna gång i stafett. Året efter vid Samväldesspelen i Manchester så vann han guld på 400 meter på tiden 45,07.
Han deltog även vid VM 2003 i Paris där han blev fyra på 400 meter på tiden 44,80. Vid samma mästerskap blev han silvermedaljör i stafett. 
Han deltog även vid Olympiska sommarspelen 2004 där han tog sig vidare till finalen på 400 meter men slutade sist på tiden 45,55. Efter OS-finalen har han inte lyckats ta sig till final vid ett stort mästerskap. Både vid VM 2005 och VM 2007 blev han utslagen i semifinalen. Vid Olympiska sommarspelen 2008 blev han utslagen redan i försöken på 400 meter.   

## Personligt rekord
- 400 meter - 44,60